# كلوريد الفاينيل
كلوريد الفاينيل (أو فاينيل كلوريد) عبارة عن مركب عضوي له الصيغة H2C=CHCl، وهو عبارة عن غاز عديم اللون سريع الاشتعال. يعد كمونومر لإنتاج بوليمر بولي فاينيل كلوريد.

## التحضير
نظراً لأهمية هذا المونومير فقد تم إتباع كل الطرق في سبيل تصنيع هذا المركب وحالياً فإن المواد الأساسية الضرورية هي الكلور والإستيلين أو الإيتلين، ويمكن استخدام الكلور على شكل عنصري فهو يحضر لذلك من التحليل الكهربائي لكلوريدات المعادن القلوية أو على شكل حمض كلور الماء.
يُحضّر بأربع طرق، وهي:
- نزع كلوريد الهيدروجين من 2،1–ثناثي كلور الإيثان تحت تأثير القلويات أو بالتحلل الحراري ويتم بدرجات حرارة عالية (450-500 °س) وبوجود وسيط من الحديد.
- بدءاً من الأسيتيلين: تتم بتفاعل HCl مع الأسيتيلين في الدرجة 150-200 °C وتتم في الحالة الغازية في الدرجة المذكورة وبوجود وسيط من كلور الزئبق أو في وسط مائي في الدرجة 20-25 °س وهذه الطريقة لا تعطي نواتج ثانوية.
- بدءاً من الإيثيلين: وذلك بكلورة الإيتلين حيث نحصل على 2،1–ثناثي كلور الايتان وذلك في الدرجة (40-60 °س) وكلوريد الحديد الثلاثي كحفاز، وبنزع HCl في درجة حرارة عالية يعطي ثنائي كلور الإيثان جزيء كلور الفاينيل وذلك عند درجات حرارة عالية تتراوح بين (400-500 °س). بوجود أكسيد الألومنيوم والكربون النشط كحفاز.
  - ويمكن هلجنة الأثلين مباشرة وذلك عند درجات حرارة عالية (500-600 °س).
- طريقة الأكسدة الكلورية: ويتم هذا التفاعل عند درجة حرارة عالية بحدود 470-500 °س